# Murder by Death (groupe)
Murder by Death est un groupe de rock indépendant américain, originaire de Bloomington, dans l'Indiana. Son nom vient du film de Robert Moore, Un cadavre au dessert (Murder by Death en anglais), sorti en 1976.

## Biographie

### Débuts (2000–2006)
Murder by Death est formé en 2000 à Bloomington, dans l'Indiana, à l'origine sous le nom de Little Joe Gould, par le guitariste Adam Turla, la violoniste Sarah Balliet, le percussionniste Alexander Schrodt, le claviériste Vincent Edwards, et le bassiste Matt Armstrong. L'un des premiers concerts du groupe se fait au café de Channing-Murray, The Red Herring, situé à Urbana, dans l'Illinois, avec l'ancien batteur d'American Football, Steve Lamos, projet solo de DMS. En 2001, ils auto-produisent l'éponyme EP Little Joe Gould et contribuent, l'année suivante, à la chanson I'm Afraid of Who's Afraid of Virginia Woolf pour la compilation publiée chez TEAM AV, Foreign Nationals. Peu après, le groupe change de nom et se rebaptise Murder by Death.
Toujours sous le nom de Little Joe Gould, le groupe effectue une tournée de 11 dates entre la Californie et la Louisiane avec le groupe Volta do Mar. À cette tournée, le groupe enregistre ses premiers morceaux pour son premier album. La tournée et les enregistrements sont gérés par le label TEAM AV ; il en résulte donc l'album Like the Exorcist, but More Breakdancing au label Eyeball en août 2002. Le groupe tourne en soutien à l'album avec d'autres groupes comme Cursive, Interpol, et The American Analog Set. En juillet 2003, le groupe sort son split album avec Volta do Mar intitulé Konrad Friedrich Wilhelm Zimmer. Avec les morceaux Canyon Inn, Room 16 de l'EP Little Joe Gould, Murder by Death contribue aussi aux morceaux Knife Goes In, Guts Come Out et le morceau instrumental We Watch a Lot of Movies avec une version alternative de A Masters in Reverse Psychology. En décembre, le groupe publie un single hommage pour leur am iet musicien Matt Davis, du groupe Ten Grand, qui est mort plus tôt cette année, avant de continuer à tourner à l'international avec Lucero, The Weakerthans, William Elliott Whitmore, et Rasputina,

### In Bocca Al Lupo(2006–2008)
Le pianiste Vincent Edwards quitte le groupe en 2004. La violoncelliste Sarah Balliet s'occupe désormais aussi des claviers. D'autres tournées suivent durant lesquelles le groupe écrit un nouvel album, In Bocca Al Lupo, qui est publié en mai 2006 sur leur propre label Tent Show Records, une empreinte de East West Records. Ils sortent l'album In Bocca Al Lupo qui est un album-concept, qui comprend des genres musicaux inhabituels incluant waltzes, jig et gospel. Les chansons sont présentés dans le style d'un western spaghetti comme pour ses prédécesseurs,,,,.

### Red of Tooth and Claw(2008–2010)
Red of Tooth and Claw, le quatrième album de Murder by Death, et premier au label Vagrant Records, est publié en mars 2008. Produit par Trina Shoemaker, enregistré au Dark Horse Recording Studios, et mixé aux East Iris Studios de Nashville, Tennessee, l'album fait participer l'ancien claviériste Vincent Edwards sur le morceau Ball and Chain et est le premier à faire participer le nouveau batteur Dagan Thogerson, qui a remplacé Alex Schrodt. Il est bien accueilli par la presse spécialisée. Pour célébrer la sortie de l'album, Murder by Death joue deux concerts à Bloomington,,,. La chanson Comin' Home est incluse dans la bande-annonce du film Inglourious Basterds.

### Good Morning, Magpie(2010–2012)
Le 19 janvier 2010, Murder by Death annonce la sortie d'un cinquième album, Good Morning, Magpie, le 6 avril la même année. Plusieurs chansons sont écrites par le guitariste et chanteur Adam Turla pendant u ncamping de deux semaines en solo aux Great Smoky Mountains. Après avoir tourné à la fin 2010, le multi-instrumentaliste Scott Brackett (de Okkervil River fame) se joint comme membre permanent en mai 2011.

### Bitter Drink, Bitter Moon(2012)
Le 2 juillet 2012, le groupe annonce son sixième album, Bitter Drink, Bitter Moon, pour le 25 septembre 2012, au nouveau label Bloodshot Records. Le premier single de l'album, intitulé I Came Around, est publié le 10 juillet. Le 11 juillet, ils comptent $100 000 récoltés sur Kickstarter pour financer leur projet.

### Big Dark Love(2015)
Le 3 février 2015, le groupe publie son septième album, Big Dark Love, chez Bloodshot Records. Une pré-vente sur Kickstarter récolte $278 486.

## Style musical
Murder by Death fait dans l'instrumental, le rock et la country alternative. Le groupe fait usage du violoncelle (électrique pour les concerts) crée un effet rock gothique aux références Western,. Le groupe parle souvent de whiskey et du diable dans les albums concept. Par exemple, leur deuxième album, Who Will Survive, and What Will Be Left of Them?, décrit une histoire dans laquelle le diable déclare la guerre à un petit village mexicain,.

## Membres

### Membres actuels
- Adam Turla – chant, guitare, claviers (depuis 2000)
- Matt Armstrong – basse (2000–2017)
- Sarah Balliet – violoncelle, claviers (depuis 2000)
- Dagan Thogerson – batterie, percussions (depuis 2007)
- David Fountain – piano, percussions, mandoline, banjo, chœurs (depuis 2013)

### Anciens membres
- Vincent Edwards – claviers (2000–2004, 2008, 2014)
- Alex Schrodt – batterie, percussions (2000–2007)
- Scott Brackett – claviers, accordéon, mandoline, chœurs (2011–2013)